# Tenor (moteur de recherche)
Tenor est un moteur de recherche et une base de données de GIF en ligne. Son principal produit est l’application GIF Keyboard qui est disponible sur les plates-formes iOS, Android et macOS. Son principal concurrent pour l’Amérique du Nord est Giphy(propriété de Meta de 2020 à 2023, puis de Shutterstock). Sur le marché européen son seul concurrent est Heypster-gif.
Tenor est devenue la propriété de Google le 27 mars 2018.

## Histoire
L’entreprise a été fondée le 1er février 2014 par David Macintosh, Erick Hachenburg et Frank Nawabi sous le nom de Riffsy.
Le 23 septembre 2014, l’entreprise lance l’application Riffsy GIF Keyboard sur iOS 8. Il s’agit d’un clavier personnalisé pour envoyer des GIF.
Le 4 novembre 2014, l’entreprise réalise une levée de fonds de 3,5 millions de dollars auprès de Redpoint Ventures (en).
Durant l’été 2015 une nouvelle levée de fonds de 10 millions de dollars est réalisée.
La société change de nom est devient Tenor le 9 août 2016.
Le 25 avril 2017, Tenor lance une application qui rend les GIF disponibles dans la Touch Bar des nouveaux MacBook Pro. Les utilisateurs peuvent faire défiler les GIF et les toucher pour les copier dans le presse-papier.
Le 27 mars 2018, Google annonce l'achat de Tenor. Depuis, le moteur de recherche de GIF est utilisé dans divers services de Google, notamment pour alimenter Google Images et d’autres plateformes de l’entreprise qui utilisent des GIF, comme Gboard. Les données collectées par Tenor sont également exploitées par Google Ads pour le ciblage publicitaire.
En septembre 2021, Google intègre Tenor directement et par défaut dans la barre de messages de Google Chat.